# 奈夫宰
奈夫宰（阿拉伯语：‎）是北非國家突尼西亞的城鎮，由巴傑省負責管轄，位於該國西北部，分別距離首都突尼斯和地中海約110公里和15英里，海拔高度約5,000米，2014年人口7,451。
37°06′00″N 9°11′24″E / 37.10000°N 9.19000°E